# Exocentrus artocarpi
Exocentrus artocarpi là một loài bọ cánh cứng trong họ Cerambycidae.